# حمض الغيديك
حمض الغيديك (أو حسب التسمية النظامية حمض التتراترياكونتانويك) هو حمض كربوكسيلي له الصيغة الكيميائية C34H68O2، والتي يمكن كتابتها على الشكل CH3(CH2)32COOH. ويكون على شكل صلب أبيض اللون. ينتمي حمض الغيديك إلى الأحماض الدهنية المشبعة.

## الوفرة الطبيعية
يوجد حمض الغيديك طبيعياً في بعض المنتجات الطبيعية الشمعية، حيث يدخل في تركيب شمع الخارنوبا وفي شمع الفربيون Candelilla wax ومن شمع النحل البري المعروف باسم Ghedda، ومن هنا أتى أصل الاسم الدارج.

## الخواص
يوجد المركب في الشروط القياسية على هيئة مادة صلبة، ذات لون أبيض، وهي غير منحلة عملياً في الماء، لكنها تذوب في المذيبات العضوية.

## اقرأ أيضاً
- حمض دهني